# Epilepsie
Epilepsia (de la verbul ἐπιλαμβάνειν din greaca veche, care înseamnă „criză, convulsie sau atac”), popular numită și „boala neagră”, reprezintă un grup de tulburări neurologice de lungă durată, caracterizate prin una sau mai multe crize epileptice. Aceste crize sunt episoade care variază de la perioade scurte și aproape nedetectabile, la perioade lungi de convulsii puternice. În cazul epilepsiei, crizele au tendința de a se repeta, neavând nicio cauză subiacentă, în timp ce crizele care apar dintr-o anumită cauză nu sunt considerate în mod obligatoriu epilepsie.
În majoritatea cazurilor, cauza este necunoscută, deși unele persoane pot da semne de epilepsie în urma unui traumatism cranian, accident vascular cerebral, neoplasm cerebral și consum de alcool și de droguri, printre altele. Crizele epileptice sunt rezultatul unei activități excesive sau anormale a celulelor nervoase din cortex la nivelul creierului. În general, diagnosticarea presupune eliminarea altor stări care ar putea cauza simptome similare (cum ar fi sincopa), precum și identificarea altor cauze imediate. Epilepsia poate fi adesea confirmată cu ajutorul unei electroencefalograme.
Epilepsia nu poate fi vindecată, dar crizele pot fi controlate cu ajutorul medicației în aproximativ 70 % din cazuri. În cazurile în care crizele nu răspund la medicație, se pot lua în considerare intervenția chirurgicală, neurostimularea sau schimbările alimentare. Nu toate sindroamele epileptice sunt de durată, un număr semnificativ de persoane înregistrând ameliorări până la punctul în care medicația nu mai este necesară.
Aproximativ 1 % din populația globală (65 de milioane) suferă de epilepsie, iar aproximativ 80 % dintre cazuri se înregistrează în țările în curs de dezvoltare. Epilepsia este mai des întâlnită odată cu înaintarea în vârstă. În țările dezvoltate, boala este cel mai des întâlnită la copii și vârstnici; în țările în curs de dezvoltare, epilepsia apare la copiii mai mari și la adulții tineri, din cauza diferențelor care țin de frecvența cauzelor subiacente. Aproximativ 5–10 % din populația globală va suferi de o criză neprovocată până la vârsta de 80 de ani, șansele de a trece printr-o a doua criză fiind cuprinse între 40 și 50 %. În majoritatea zonelor la nivel global, persoanelor care suferă de epilepsie le este interzis sau nepermis să conducă, dar majoritatea se pot urca din nou la volan după o perioadă în care nu au înregistrat nicio criză.

## Semne și simptome

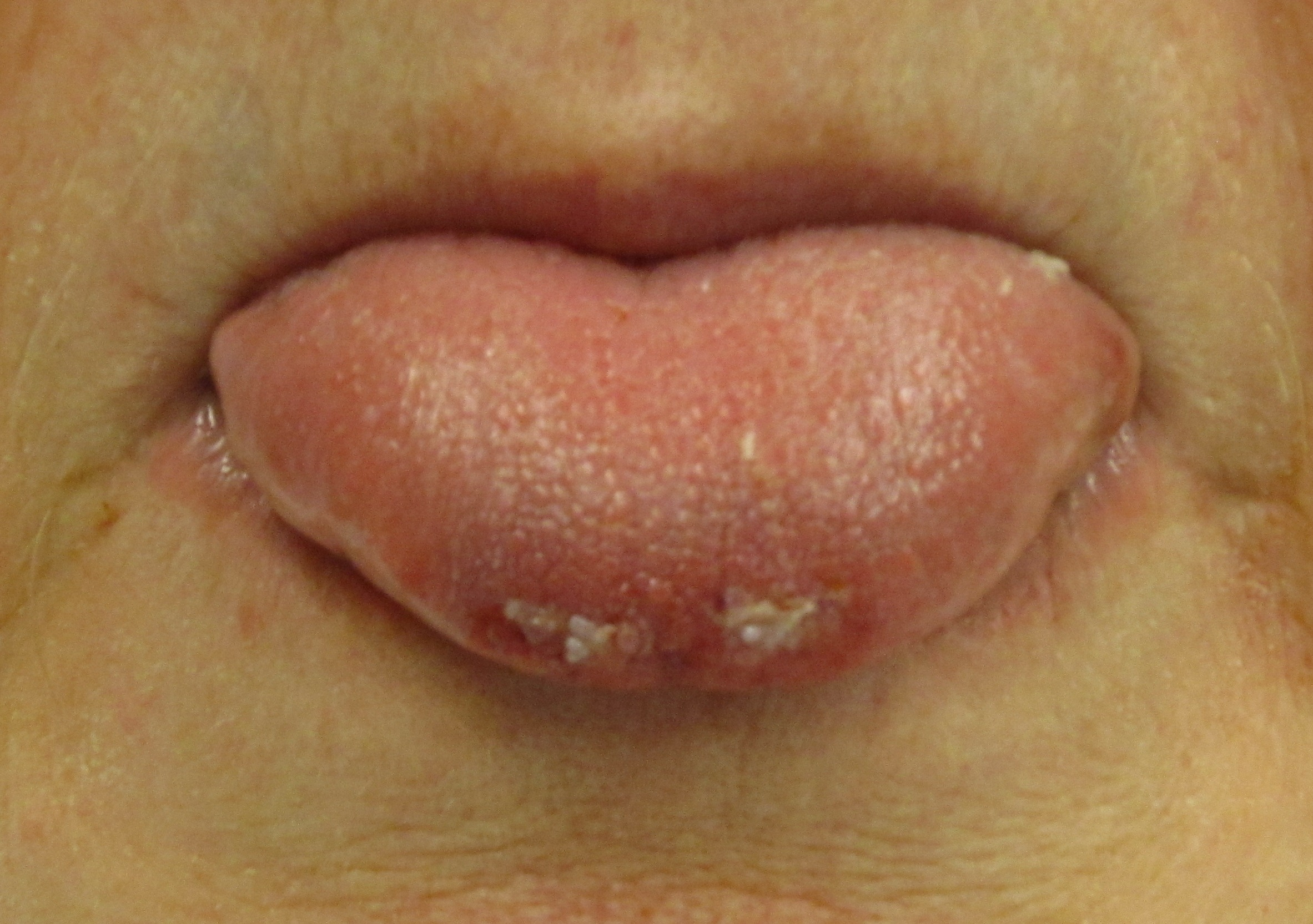
O persoană care și-a mușcat vârful limbii în timpul unei crize

Epilepsia se caracterizează printr-un risc pe termen lung al crizelor recurente. Aceste crize pot apărea în mai multe moduri, în funcție de partea creierului implicată și de vârsta persoanei.

### Crizele
Cele mai des întâlnite tipuri de crize (60 %) sunt convulsive. Două treimi dintre acestea se manifestă sub formă de crize focale (care pot, ulterior, deveni generalizate), în timp ce o treime se manifestă sub formă de convulsii generalizate. Restul crizelor, în proporție de 40 %, sunt de natură neconvulsivă. Un astfel de exemplu este absența epileptică, care se prezintă ca nivel scăzut de conștiență și durează, de obicei, aproape 10 secunde.
Crizele focale sunt, de cele mai multe ori, precedate de anumite experiențe cunoscute sub numele de aură. Acestea pot include: fenomene senzoriale (vizuale, auditive sau olfactive), psihice, autonomice sau motrice. Activitatea spasmodică se poate declanșa într-un anumit grup de mușchi și se poate extinde la grupele de mușchi conexe, în acest caz fiind cunoscută sub numele de marș jacksonian. Există posibilitatea apariției automatismelor; acestea sunt activități generate inconștient și mișcări repetitive simple, precum mușcatul buzelor sau activități mai complexe, precum încercările de a apuca un obiect.
Există șase tipuri principale de convulsii generalizate: tonico-clonică, crizele tonice, clonică, mioclonică, absența epileptică și convulsiile atonice. Toate acestea implică pierderea conștienței și, în general, apar fără nicio avertizare. Convulsiile tonico-clonice se manifestă cu o contracție a membrelor, urmată de întinderea lor și arcuirea spatelui, având o durată de 10–30 de secunde (etapa tonică). În timpul contracției mușchilor toracici, se poate auzi un țipăt. Acesta este, adesea, urmat de o tremurare a membrelor la unison (faza clonică). Convulsiile tonice produc contracții constante ale mușchilor. În majoritatea cazurilor, pielea persoanei se colorează în albastru, deoarece respirația este întreruptă. În cazul convulsiilor clonice, tremuratul membrelor are loc la unison. După încetarea tremuratului, timpul necesar unei persoane pentru a reveni la o stare normală este de 10–30 de minute; această perioadă se numește „perioada postictală”.
În timpul unei crize, este posibilă pierderea controlului asupra vezicii urinare sau a intestinelor. În timpul unei crize, limba poate fi mușcată fie în vârf, fie pe lateral. În cazul convulsiei tonico-clonice, mușcăturile pe părțile laterale ale limbii sunt cele mai des întâlnite. Mușcarea limbii este, de asemenea, relativ comună în cazul crizelor neepileptice psihogenice.
Crizele miotonice presupun spasme musculare, fie în regiuni restrânse, fie la nivelul întregului corp. Absențele epileptice pot fi subtile, cu o întoarcere ușoară a capului sau clipirea ochilor. Persoana nu cade pe spate și revine la o stare normală imediat după încheierea crizei. Crizele atonice presupun pierderea activității musculare pe o perioadă mai mare de o secundă. Acest lucru apare, de obicei, pe ambele părți ale corpului.
Aproximativ 6 % dintre persoanele cu epilepsie suferă de crize care sunt, adesea, declanșate de anumite evenimente, fiind cunoscute drept crize epileptice reflexe. Persoanele cu epilepsie reflexă suferă de crize care sunt declanșate doar de anumiți stimuli. Printre factorii declanșatori comuni se numără luminile intermitente și zgomotele bruște. În anumite tipuri de epilepsie, crizele pot apărea mult mai des în timpul somnului, însă în alte tipuri de epilepsie acestea pot apărea aproape numai în timpul somnului.

### Postcritic
După o secvență activă a unei crize, există, în general, o perioadă de confuzie, cunoscută drept perioadă postcritică, înainte de recuperarea unui nivel de conștiență normal. Această perioadă durează, de obicei, între 3 și 15 minute, dar poate dura și câteva ore. Alte simptome comune includ: oboseală, cefalee, dificultăți de vorbire și comportament anormal. După o criză, psihoza este relativ comună, fiind întâlnită la 6-10 % dintre persoane. În majoritatea cazurilor, persoanele nu își amintesc ce s-a întâmplat în acest interval. Slăbiciunea localizată, cunoscută drept paralizia Todd, poate apărea, de asemenea, după o criză focală. Atunci când apare, o criză durează câteva secunde sau minute, în rare cazuri durând o zi sau două.

### Efecte psihosociale
Epilepsia poate avea efecte diverse asupra bunăstării sociale și psihologice. Dintre aceste efecte fac parte izolarea socială, stigmatizarea sau dizabilitatea. Acestea pot conduce la rezultate școlare proaste și la rezultate slabe obținute la locul de muncă. Dificultățile de învățare sunt des întâlnite la persoanele cu această afecțiune, în special în rândul copiilor cu epilepsie. Stigmatul epilepsiei poate, de asemenea, afecta familiile celor bolnavi.
La persoanele cu epilepsie pot apărea anumite tulburări, în funcție, parțial, de sindromul epileptic prezent. Acestea includ: depresie, tulburări anxioase și migrene. Tulburarea hiperkinetică cu deficit de atenție afectează de trei până la cinci ori mai mulți copii cu epilepsie decât copii din populația generală. ADHD și epilepsia au consecințe semnificative asupra dezvoltării comportamentale, de învățare și sociale a copilului. De asemenea, epilepsia este mai des întâlnită la persoanele cu autism.

## Cauze
Epilepsia nu este o singură boală, ci un simptom care poate conduce la o serie de tulburări diferite. Prin definiție, crizele apar spontan, fără nicio cauză imediată precum bolile acute. Cauza subiacentă a epilepsiei poate fi de natură genetică sau datorată unor probleme metabolice sau structurale, însă în 60 % din cazuri, cauza este necunoscută. Problemele genetice, congenitale și de dezvoltare sunt cele mai comune în rândul tinerilor, în timp ce tumorile cerebrale și accidentele vasculare cerebrale au șanse mai mari de a apărea la persoanele mai în vârstă. Crizele epileptice pot apărea, de asemenea, ca urmare a altor probleme de sănătate; dacă acestea apar imediat în urma unei anumite cauze, precum un accident vascular cerebral, traumatism cranian, intoxicație alimentară sau problemă metabolică, ele sunt cunoscute drept crize acute simptomatice și intră mai degrabă în clasificarea extinsă a tulburărilor referitoare la convulsii decât a epilepsiei în sine. Cele mai multe dintre cauzele crizelor acute simptomatice pot, de asemenea, conduce la crize ulterioare, acest caz fiind cunoscut drept epilepsie secundară.

### Genetică
Se consideră că genetica este un factor implicat în majoritatea cazurilor, fie în mod direct, fie în mod indirect. Unele cazuri de epilepsie sunt datorate unui defect al unei singure gene (1-2 %); majoritatea cazurilor se datorează interacțiunii dintre gene multiple și factorii de mediu. Fiecare dintre defectele de genă unică este rar, cu un total de peste 200 de cazuri. O parte dintre genele implicate afectează canalele ionice, enzimele, GABA și receptorii cuplați cu proteina G.
În cazul gemenilor identici, dacă unul dintre ei este afectat, șansele sunt de 50-60 % ca și celălalt să fie afectat. În cazul gemenilor neidentici, riscul este de 15 %. Aceste riscuri sunt mai mari la persoanele cu convulsii generalizate decât focale. Dacă ambii gemeni sunt afectați, în majoritatea timpului, ei au același sindrom epileptic (70-90 % din cazuri). Rudele apropiate ale unei persoane bolnave de epilepsie sunt expuse unui risc de cinci ori mai mare decât populația generală. Între 1 și 10 % dintre persoanele cu sindromul Down și 90 % dintre persoanele cu sindrom Angelman au epilepsie.

### Secundar
Epilepsia poate apărea ca urmare a unui număr de alte boli, precum: tumori, atacuri vasculare cerebrale, traumatisme craniene, infecții ale sistemului nervos central anterioare, anomalii genetice, precum și ca urmare a leziunilor cerebrale apărute în jurul nașterii. Dintre cazurile cu tumori craniene, aproape 30 % au epilepsie, fiind responsabile de aproape 4 % din cazuri. Riscul este cel mai ridicat la tumorile din lobul temporal și la tumorile care au o rată încetinită de creștere. Alte leziuni cerebrale, precum malformațiile cavernoase cerebrale și malformațiile arteriovenoase prezintă riscuri de până la 40–60 %. Dintre persoanele care au suferit un atac vascular cerebral, 2-4 % dezvoltă epilepsie. În Regatul Unit, atacurile vasculare cerebrale reprezintă 15 % din cazuri, considerându-se a fi cauza a 30 % din cazurile înregistrate la persoanele în vârstă. Se consideră că între 6 și 20 % din cazurile de epilepsie se datorează traumatismelor craniene. Leziunea cerebrală ușoară crește riscul de aproape două ori, în timp ce leziunile cerebrale grave măresc riscul de șapte ori. În cazul persoanelor cu o rană provocată de o împușcătură în zona capului, riscul este de aproape 50 %.
Riscul de epilepsie ca urmare a meningitei este mai mic de 10 %; această boală se caracterizează prin convulsii în timpul perioadei de infecție propriu-zise. În cazul encefalitei herpetice, riscul unei convulsii este de aproximativ 50 %, cu un grad ridicat de epilepsie (până la 25 %). Infecția cu tenia porcului, care poate conduce la neurocisticercoză, este cauza a aproape jumătate din cazurile de epilepsie înregistrate în zonele de pe glob în care acest parazit este des întâlnit. De asemenea, epilepsia poate apărea în urma unor infecții cerebrale, precum malaria cerebrală, toxoplasmoza și toxocaroza. Consumul cronic de alcool crește riscul de apariție a epilepsiei; persoanele care consumă șase unități de alcool pe zi prezintă un risc de epilepsie de două ori și jumătate mai mare. Printre alte riscuri se numără boala Alzheimer, scleroza multiplă, scleroza tuberoasă și encefalita autoimună. Vaccinarea nu crește riscul de manifestare a epilepsiei. Malnutriția este un factor de risc foarte des întâlnit în țările în curs de dezvoltare, deși încă nu se cunoaște dacă aceasta este o cauză directă sau o asociere.

### Sindroame
Există o serie de sindroame epileptice, care sunt, în general, clasificate în funcție de vârstă și de momentul de debut al bolii: perioada neonatală, copilăria, maturitatea și cazurile fără nicio corelație cu vârsta. De asemenea, există grupuri cu constelații specifice de simptome, cele datorate unor cauze metabolice sau structurale specifice, sau cele datorate unei cauze necunoscute. Capacitatea de a clasifica o cauză a epilepsiei într-un sindrom specific este mai des întâlnită la copii. O parte dintre aceste tipuri includ: epilepsia rolandică benignă (2,8 la 100 000), epilepsia absentă a copilului (0,8 la 100 000) și epilepsia mioclonică juvenilă (0,7 la 100 000). Convulsiile febrile și convulsiile neonatale benigne nu sunt forme de epilepsie.

## Mecanism
În mod normal, activitatea electrică a creierului nu este sincronă. În cazul convulsiilor epileptice, din cauza unor probleme structurale sau funcționale la nivelul creierului, un grup de neuroni se descarcă într-un mod anormal, excesiv și sincronizat. Acest lucru duce la o undă de depolarizare, cunoscută sub numele de schimbare paroxistică depolarizatoare.
În mod normal, după ce se descarcă, un neuron excitator devine rezistent la descărcare pentru o anumită perioadă de timp. Acest lucru se datorează parțial efectului neuronilor inhibitori, schimburilor electrice de la nivelul neuronului excitator, precum și efectelor negative ale adenozinei. În cazul epilepsiei, rezistența neuronilor excitați de a se descărca în această perioadă scade. Acest lucru poate apărea din cauza unor schimbări ale canalelor ionice sau dacă neuronii inhibitori nu funcționează în mod corespunzător. Astfel, acest lucru duce la apariția unei anumite zone predispuse la declanșarea unor crize, cunoscută drept "focarul crizei". Un alt mecanism al epilepsiei ar putea fi amplificarea sensibilității receptorilor sau diminuarea răspunsului circuitelor inhibitoare ca urmare a unei leziuni la nivelul creierului. Aceste epilepsii secundare apar prin intermediul unor procese cunoscute sub numele de epileptogeneză. De asemenea, nefuncționarea  barierei hematoencefalice poate reprezenta un mecanism cauzal, deoarece poate permite substanțelor din sânge să ajungă la creier.
Crizele focale se declanșează într-una dintre emisferele creierului, în timp ce convulsiile generalizate apar în ambele emisfere. O parte dintre tipurile de crize pot schimba structura cerebrală, în timp ce altele par să aibă un efect nesemnificativ. Glioza, pierderile neuronale și atrofia anumitor regiuni ale creierului sunt corelate cu epilepsia, dar încă nu se știe clar dacă epilepsia provoacă aceste modificări sau dacă aceste modificări conduc la epilepsie.

## Diagnosticarea

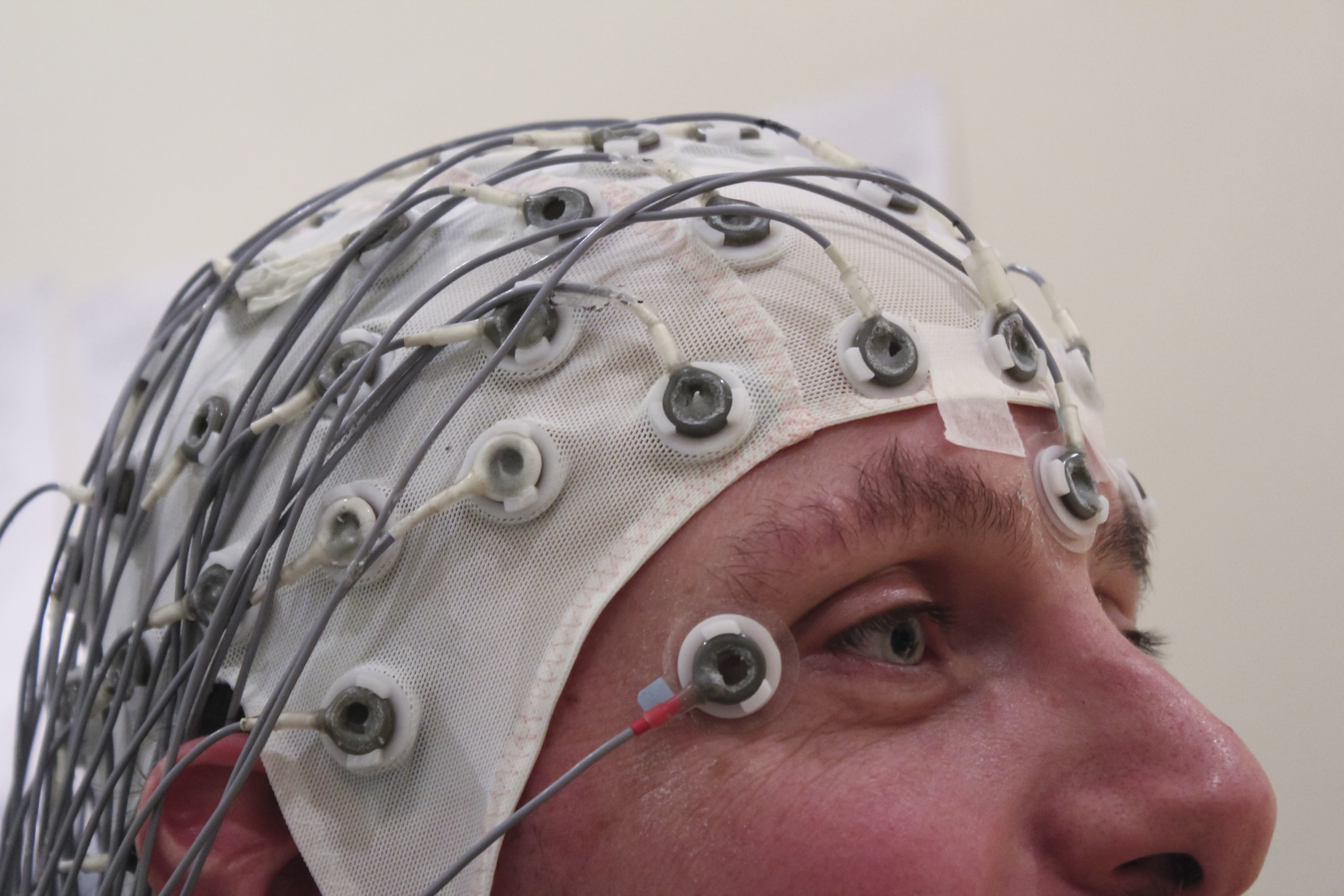
Efectuarea unei EEG poate contribui la localizarea focarului crizei epileptice.

Diagnosticarea epilepsiei se realizează, în general, pe baza descrierii crizei și a evenimentelor adiacente. O electroencefalogramă și imagistica cerebrală sunt, de asemenea, o componentă de bază a tratamentului. Deși în majoritatea cazurilor se încearcă identificarea unui sindrom epileptic specific, acest lucru nu este întotdeauna posibil. monitorizarea video și EEG se poate dovedi utilă în cazurile dificile.

### Definiție
În practică, epilepsia este definită ca două sau mai multe crize epileptice, apărute într-un interval mai mare de 24 de ore, fără o cauză clară; de asemenea, criza epileptică poate fi definită ca semnele și simptomele temporare care rezultă din activitatea electrică anormală a creierului. În același timp, epilepsia poate fi considerată o boală în cadrul căreia persoanele au cel puțin o criză epileptică, existând riscul apariției altor episoade.
Liga Internațională împotriva Epilepsiei și Biroul Internațional pentru Epilepsie, parteneri colaboratori ai Organizației Mondiale a Sănătății, în declarația lor comună din 2005, definesc epilepsia drept „o boală a creierului caracterizată de o predispoziție de durată de a genera crize epileptice și de consecințe neurobiolgice, cognitive, psihologice și sociale. Această definiție a epilepsiei implică apariția a cel puțin o criză epileptică”.

### Clasificare
Persoanele cu crize ar trebui clasificate în funcție de tipul de criză, cauza subiacentă, sindrom epileptic și episoadele apărute în timpul și în jurul crizelor. Tipurile de crize sunt clasificate fie în funcție de localizarea sursei crizei (crize focale), fie de distribuția acesteia (convulsii generalizate) la nivelul creierului. Convulsiile generalizate sunt împărțite în funcție de efectul lor asupra corpului uman, incluzând: tonică-clonică („grand mal”), absența („petit mal”), crizele mioclonice, clonice, tonice și atonice. Unele crize, precum spasmele epileptice, sunt de tip necunoscut.
Crizele focale (cunoscute anterior drept crize convulsive parțiale) erau împărțite în parțiale simple și parțiale complexe. Acest lucru nu mai este recomandat și se preferă descrierea simptomelor din timpul unei crize convulsive.

### Teste de laborator
În cazul adulților, este importantă testarea nivelurilor de electroliți, glicemia și nivelul calciului, pentru a le exclude ca posibile cauze. O electrocardiogramă poate exclude problemele referitoare la ritmul cardiac. O puncție lombară poate fi utilă pentru diagnosticarea unei infecții a sistemului nervos central, însă nu este necesară de obicei. În cazul copiilor, pot fi necesare teste suplimentare, cum ar fi analizele biochimice ale urinei și sângelui, pentru a determina dacă există sau nu boli metabolice.
Un nivel înalt al prolactinei în sânge, în primele 20 de minute după o criză, poate confirma o criză epileptică în raport cu convulsiile psihogenice non-epileptice. Nivelul prolactinei serice este mai puțin util în detectarea crizelor convulsive parțiale. Chiar dacă acesta este normal, o criză epileptică este posibilă și prolactina serică nu diferențiază crizele epileptice de sincopă. Nu este recomandat în cadrul diagnosticării standard a epilepsiei.

### EEG
O electroencefalogramă (EEG) poate indica activitatea cerebrală care sugerează un risc crescut de crize. Este recomandată doar pentru cei care este foarte posibil să fi avut o criză epileptică, pe baza simptomelor. În cazul diagnosticării epilepsiei, electroencefalografia poate ajuta în diferențierea tipului de criză sau sindrom existent.  În cazul copiilor, este necesară, în mod normal, doar după o a doua criză. Nu poate fi utilizată pentru a exclude diagnosticul și poate indica un rezultat fals pozitiv în cazul celor care nu suferă de această afecțiune.  În anumite situații, poate fi utilă efectuarea EEG-ului în timp ce pacientul doarme sau este privat de somn.

### Imagistică
Diagnosticarea imagistică cu ajutorul tomografiei computerizate și a IRM-ului este recomandată după primele convulsii non-febrile, pentru a detecta problemele structurale din creier și din jurul creierului. IRM-ul este în general un test imagistic mai bun, cu excepția cazului în care este suspectată hemoragia, caz în care tomografia computerizată este mai sensibilă și mai disponibilă. Dacă un pacient se prezintă la Urgențe cu o criză, însă își revine rapid, testele imagistice pot fi făcute mai târziu. Dacă o persoană a fost diagnosticată anterior cu epilepsie, prin imagistică, de obicei nu este necesară repetarea testului, chiar dacă apar crize ulterioare.

### Diagnostic diferențial
Diagnosticarea epilepsiei poate fi dificilă și diagnosticarea greșită este frecventă (apărând în circa 5-30 % din cazuri). Un număr de alte afecțiuni pot prezenta semne și simptome foarte asemănătoare cu cele ale epilepsiei, inclusiv: sincopa, hiperventilația, migrena, narcolepsia, atacurile de panică și convulsiile psihogenice non-epileptice (CPNE). Aproximativ una din cinci persoane consultate la clinicile de epilepsie prezintă CPNE și din cele care prezintă CPNE, circa 10 % au epilepsie. Separarea celor două, exclusiv pe baza episodului de criză, fără teste suplimentare, este deseori dificilă.
Copiii pot avea un comportament care poate fi confundat cu ușurință cu crizele epileptice, însă nu sunt. Acestea includ: episoade de apnee episodică, urinatul în timpul somnului, pavor nocturn, ticuri și atacuri de tremor. Refluxul gastroesofagian poate produce arcuirea spatelui și flexarea laterală a capului în cazul bebelușilor, care pot fi confundate cu convulsiile tonico-clonice.

## Prevenția
Deși multe cazuri nu pot fi prevenite, eforturile de a reduce rănile la cap, de a oferi o îngrijire adecvată în perioada nașterii și de a reduce paraziții din mediul înconjurător, cum ar fi tenia, pot fi utile. Eforturile dintr-o regiune a Americii Centrale de a scădea incidența teniei au dus la o scădere de 50 % a cazurilor noi de epilepsie.

## Gestionare
Epilepsia este tratată de obicei cu medicamente administrate zilnic, după apariția unei a doua crize, însă în cazul celor cu un risc mare, tratamentul poate fi început după prima criză. În unele cazuri, pot fi necesare: o dietă specială, implantarea unui neurostimulator sau neurochirurgia.

### Primul ajutor
Așezarea persoanei care are convulsii tonico-clonice pe o parte, în poziția de recuperare, împiedică lichidele să ajungă în plămâni. Nu se recomandă introducerea în gură a degetelor, a unui șablon de ocluzie sau a unui apăsător de limbă, deoarece ar putea induce voma sau mușcarea persoanei care acordă primul ajutor. Trebuie luate măsuri pentru a preveni și alte răni. Nu sunt necesare, în general, precauțiile pentru coloana vertebrală.
Dacă o criză durează mai mult de 5 minute sau dacă apar mai mult de două crize într-o oră, fără a reveni la normal între ele, aceasta constituie o urgență medicală cunoscută ca status epilepticus. Poate necesita ajutor medical pentru a menține căile respiratorii deschise și protejate; pentru acest lucru, poate fi utilă  intubarea nazofaringiană. Acasă, tratamentul recomandat inițial pentru o criză de lungă durată este midazolamul, introdus în cavitatea bucală. Poate fi administrat și diazepam, rectal. În spital, se preferă lorazepamul, administrat intravenos. Dacă două doze de benzodiazepină nu sunt eficiente, se recomandă alte medicamente, cum ar fi fenitoina. Status epilepticus convulsiv, care nu reacționează la tratamentul inițial, necesită internarea la secția de terapie intensivă și tratament cu medicamente mai puternice, cum ar fi tiopentona sau propofolul.

### Tratament medicamentos

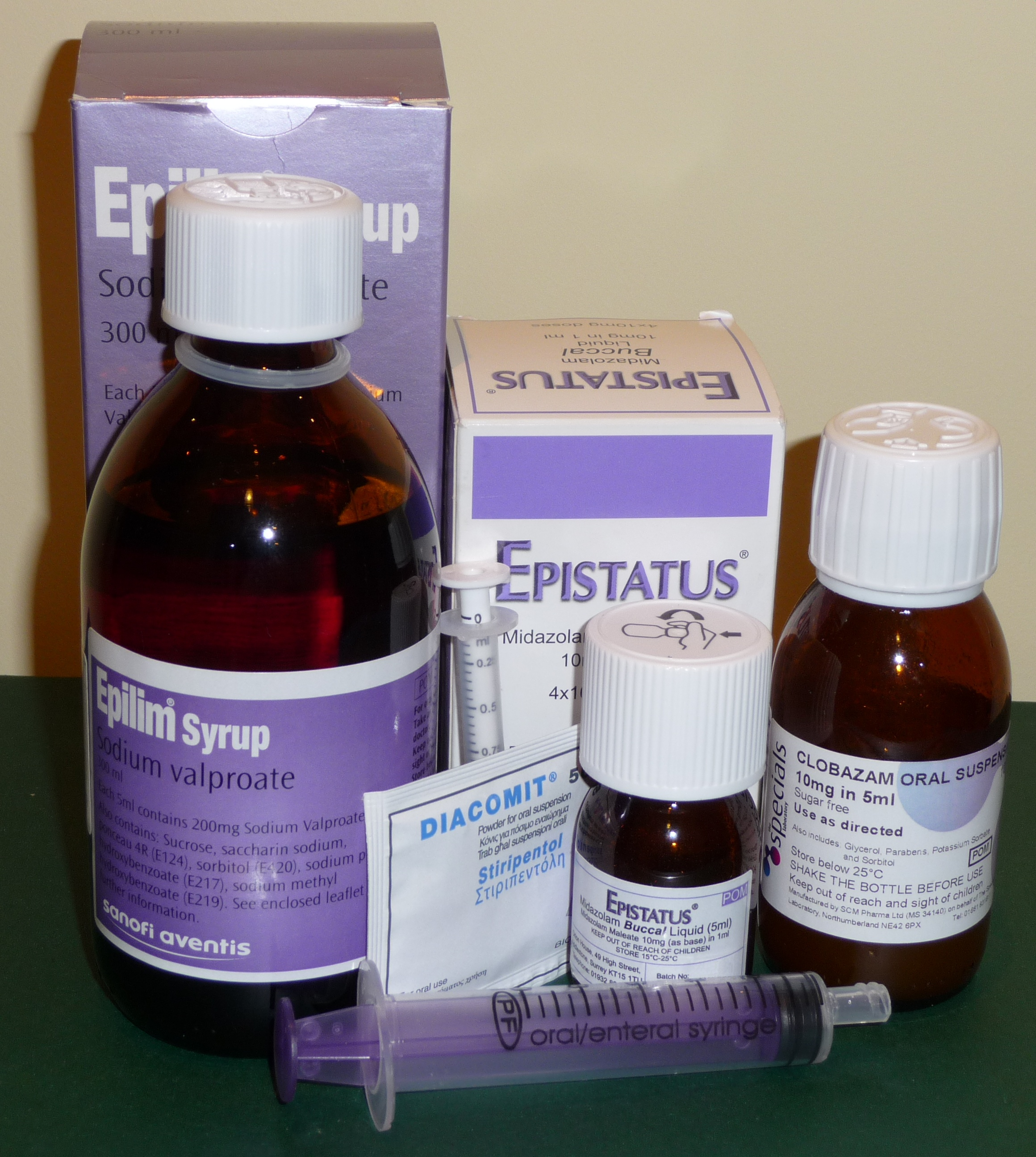
Anticonvulsivante

Tratamentul de bază al epilepsiei îl constituie medicamentele anticonvulsivante, posibil pe întreaga durată a vieții. Alegerea anticonvulsivantului se face în funcție de tipul de criză, de sindromul epileptic, de alte medicamente utilizate, de alte probleme de sănătate și de vârsta și stilul de viață al pacientului. Inițial, se recomandă un singur medicament; dacă acesta nu este eficient, se recomandă administrarea unui alt medicament în monoterapie. Se recomandă două tipuri de medicamente în același timp doar dacă un singur medicament nu funcționează. În circa jumătate din cazuri, este eficient primul agent; un al doilea agent în monoterapie  ajută în circa 13 % și un al treilea agent sau doi agenți în același timp pot ajuta un procentaj ulterior de 4 % din pacienți. Circa 30 % din pacienți continuă să aibă crize, în ciuda tratamentului anticonvulsivant.
Sunt disponibile mai multe medicamente. Fenitoina, carbamazepina și valproatul de sodiu par a avea efecte și în cazul crizelor focale și în cazul convulsiilor generalizate. Carbamazepina cu eliberare controlată pare să funcționeze la fel de bine ca cea cu eliberare imediată și s-ar putea să aibă mai puține efecte secundare. În Marea Britanie, carbamazepina sau lamotrigina sunt recomandate ca prim tratament pentru crizele focale,  levetiracetamul și valproatul fiind o  soluție secundară, din cauza costului și a efectelor secundare. Valproatul este recomandat ca prim tratament pentru convulsiile generalizate, lamotrigina fiind tratamentul secundar. În cazul celor cu absență epileptică, se recomandă etosuximida sau valproatul; valproatul este deosebit de eficace în cazul crizelor mioclonice și al celor tonice sau atonice. Dacă crizele sunt bine controlate prin intermediul unui anumit tratament, nu este necesară, de obicei, verificarea constantă a nivelurilor de medicament din sânge.
Cel mai ieftin anticonvulsivant este fenobarbitalul la circa $5 USD pe an. Organizația Mondială a Sănătății îl recomandă ca prim tratament în țările în curs de dezvoltare și este utilizat în mare parte dintre acestea. Accesul poate fi însă restricționat, deoarece unele țări l-au etichetat ca medicament controlat.
Un procentaj cuprins între 10 și 90 % din pacienți au raportat efecte adverse, în funcție de modul și locul unde s-au colectat datele. Majoritatea efectelor adverse sunt legate de doză și sunt ușoare. Unele exemple includ schimbările de dispoziție, somnolența sau echilibrul instabil. Unele medicamente prezintă efecte secundare care nu sunt legate de doză, cum ar fi erupțiile cutanate, toxicitatea hepatică sau insuficiența medulară. Până la un sfert dintre pacienți întrerup tratamentul din cauza efectelor adverse. Unele medicamente sunt asociate cu defecte congenitale când sunt administrate în timpul sarcinii. Valproatul este destul de problematic, în special în timpul primului trimestru. În ciuda acestui lucru, tratamentul este deseori continuat odată ce are efect, deoarece riscul epilepsiei netratate este considerat ca fiind mai mare decât riscurile prezentate de medicamente.
Întreruperea treptată a medicamentelor poate fi rezonabilă în cazul unor persoane care nu prezintă crize timp de doi - patru ani; însă circa o treime din pacienți au o recurență, adesea în timpul primelor șase luni. Întreruperea tratamentului este posibilă în cazul a circa 70 % din copii și 60 % din adulți.

### Intervenția chirurgicală
Intervenția chirurgicală pentru epilepsie poate fi o opțiune pentru persoanele la care crizele focale persistă în ciuda altor tratamente. Printre aceste alte tratamente se numără cel puțin încercarea a două sau trei medicamente. Obiectivul  operației este controlul total al crizelor  ce se poate obține la 60-70 % din cazuri. Printre procedurile obișnuite se numără: tăierea hipocampusului printr-o rezecție anterioară a lobului temporal, îndepărtarea tumorilor și a porțiunilor din neocortex. Se încearcă proceduri ca secționarea corpului calos în efortul de a micșora numărul crizelor și nu ca soluție de vindecare a bolii. După intervenția chirurgicală tratamentul medicamentos se poate opri treptat în multe cazuri.
Neurostimularea poate fi o altă opțiune pentru cei care nu îndeplinesc toate condițiile pentru intervenția chirurgicală. Trei tipuri s-au dovedit a fi eficace în cazul celor care nu răspund la medicație: stimularea nervului vag, stimulare talamică anterioară, și stimulare (cerebrală) în buclă închisă.

### Alte tratamente
Un regim alimentar cetogen (bogat în-grăsimi, cu nivel redus de carbohidrați și nivel adecvat de-proteine) pare să reducă numărul crizelor cu până la jumătate la circa 30-40 % dintre copii. Circa 10 % reușesc să mențină dieta timp de câțiva ani, 30 % au suferit de constipație, dar s-au observat și alte efecte adverse. Regimurile alimentare mai puțin radicale, ce sunt mai ușor de tolerat, pot avea aceleași efecte. Nu este clar ce face ca acest regim alimentar să funcționeze. Exercițiile fizice au fost propuse ca posibilitate de prevenire a crizelor existând și unele  date ce susțin această afirmație.
Terapia de evitare constă în reducerea sau eliminarea declanșatorilor. De exemplu, în cazul persoanelor sensibile la lumină, folosirea unui televizor cu un ecran mai mic, evitarea jocurilor video sau ochelarii de soare pot ajuta. Unii susțin că câinii ce prezic crizele de epilepsie, un fel de câini utilitari, pot prezice crizele. Dovezile în favoarea acestui lucru sunt însă slabe. Biofeedbackul condiționat de operant bazat pe undele EEG îi poate ajuta pe cei ce nu reacționează la medicație. Dar metodele psihologice nu ar trebui folosite în locul medicației.

### Medicina alternativă
Medicina alternativă, inclusiv acupunctura, intervențiile psihologice, vitaminele, și yoga, nu sunt considerate dovezi fiabile  în favoarea tratamentului epilepsiei. Utilizarea canabisului ca medicament nu este o metodă susținută prin dovezi. Melatonina este susținută insuficient de dovezi.

## Prognoză
no data
     <50
     50-72.5
     72.5-95
     95-117.5
     117.5-140
     140-162.5
     162.5-185
     185-207.5
     207.5-230
     230-252.5
     252.5-275
     >275

Anii de viață ajustați pentru incapacitate pentru epilepsie la 100,000 locuitori în 2004.
no data
<50
50-72.5
72.5-95
95-117.5
117.5-140
140-162.5
162.5-185
185-207.5
207.5-230
230-252.5
252.5-275
>275

Epilepsia nu poate fi tratată, dar medicația de una singură poate controla în mod eficient crizele în  circa 70 % din cazuri. Dintre cei cu crize generalizate, în peste 80 % din cazuri acestea pot fi controlate prin medicație iar în  cazurile de crize focale acest număr se reduce la doar 50 %. Un indicator al rezultatelor pe termen lung este numărul de crize din primele șase luni. Printre alți factori ce sporesc riscul unor rezultate slabe se numără: reacție slabă la tratamentul inițial, convulsiile generalizate, cazuri de epilepsie în familie, probleme psihice, și unde  EEG ce reprezintă activitate epileptiformă generalizată. În țările în curs de dezvoltare, 75 % din bolnavi sunt fie netratați, fie tratați necorespunzător. În Africa, 90 % dintre bolnavi nu primesc tratament. Acest lucru este parțial legat de lipsa de medicamente sau de prețul prea mare al acestora.

### Mortalitatea
Persoanele cu epilepsie sunt expuse unui risc sporit de mortalitate. Acesta este de 1,6-4,1 mai mare decât riscul de mortalitate la populația generală  și este adesea legat de: cauzele ce stau la baza crizelor, status epilepticus, suicid, traumă și moarte subită în epilepsie (SUDEP). Moartea din cauza statusului epilepticus intervine în principal din cauza problemei de bază și nu din cauza dozelor de medicație omise. Riscul sinuciderii este de două până la șase ori mai mare la epileptici. Cauza nu este clară. SUDEP pare să fie parțial legată de frecvența convulsiilor tonic-clonice generalizate și reprezintă circa 15 % din cazurile de moarte la epileptici. Nu există metode clare de reducere a acestor riscuri. Cea mai mare rată de mortalitate în cazurile de epilepsie se înregistrează în rândul bătrânilor. Cei cu epilepsie fără cauze cunoscute prezintă un risc puțin mai mare. În Regatul Unit al Marii Britanii se estimează că 40-60 % din decese pot fi prevenite. În țările în curs de dezvoltare, multe decese se datorează netratării epilepsiei, ceea ce duce la căderi sau status epilepticus.

## Epidemiologie
Epilepsia este una dintre cele mai serioase boli neurologice comune ce afectează circa 65 milioane de persoane pe glob. Aceasta afectează 1 % din populație până la vârsta de 20 de ani și 3 % din populație până la 75 de ani. Este caracteristică mai mult la bărbați decât la femei, diferența dintre sexe  fiind mică. Majoritatea celor ce suferă de epilepsie (80 %) se găsesc în țările în curs de dezvoltare.
Numărul persoanelor ce suferă de epilepsie în prezent este cuprins între 5–10 și 1,000, cu epilepsia activă definită ca cel puțin o criză de epilepsie în ultimii cinci ani. În țările dezvoltate, epilepsia apare în fiecare an la 40–70 din 100,000 de persoane iar în țările în curs de dezvoltare la 80–140 din 100,000. Sărăcia constituie un risc și include atât sărăcia datorată traiului într-o țară săracă, cât și sărăcia în comparație cu alți locuitori ai aceleiași țări. În țările dezvoltate, epilepsia apare cel mai adesea la copii sau la bătrâni. În țările  în curs de dezvoltare apariția este mai frecventă la copiii mai mari și la adulții tineri din cauza riscului sporit de traume și a bolilor infecțioase. În țările dezvoltate, între 1970 și 2003 numărul cazurilor ce apar anual a scăzut la copii și a crescut în rândul persoanelor în vârstă. Acest lucru este atribuit parțial ratei mai bune de supraviețuire în urma crizelor la bătrâni.

## Istoric
Cele mai vechi documente medicale arată că epilepsia este o afecțiune ce a existat de la începuturile istoriei medicale documentate. În Antichitate, se credea că boala era de natură spirituală. Cele mai vechi mențiuni ce descriu o criză de epilepsie se găsesc într-un text în akkadiană (o limbă vorbită în Mesopotamia antică) înregistrată prin 2000 înaintea erei noastre. Persoana descrisă în text a fost diagnosticată ca fiind sub influența unui zeu al Lunii și a fost supusă unui exorcism. Crizele de epilepsie sunt menționate în Codul lui Hammurabi (c. 1790 înaintea erei noastre) ca motiv pentru care un sclav poate fi returnat și banii recuperați de la vânzător, iar papirusul Edwin Smith (circa 1700 înaintea erei noastre) descrie cazuri de convulsii epileptice.
Cea mai veche documentație detaliată a bolii în sine se găsește în Sakikkū, într-un text medical babilonian cuneiform datând din 1067–1046 înaintea erei noastre. Acest text descrie semnele și simptomele, tratamentul și posibilele rezultate, și descrie multe caracteristici ale diferitor tipuri de crize. Întrucât babilonienii nu posedau cunoștințe biomedicale despre natura bolii, ei au atribuit crizele posedării de către spirite rele și au încercat să trateze boala prin metode spirituale. În jurul anilor 900 înaintea erei noastre, Punarvasu Ātreya a descris epilepsia ca pierdere a conștienței; această definiție a fost transmisă mai departe în textul ayurvedic al Charaka Samhita (circa 400 înaintea erei noastre).

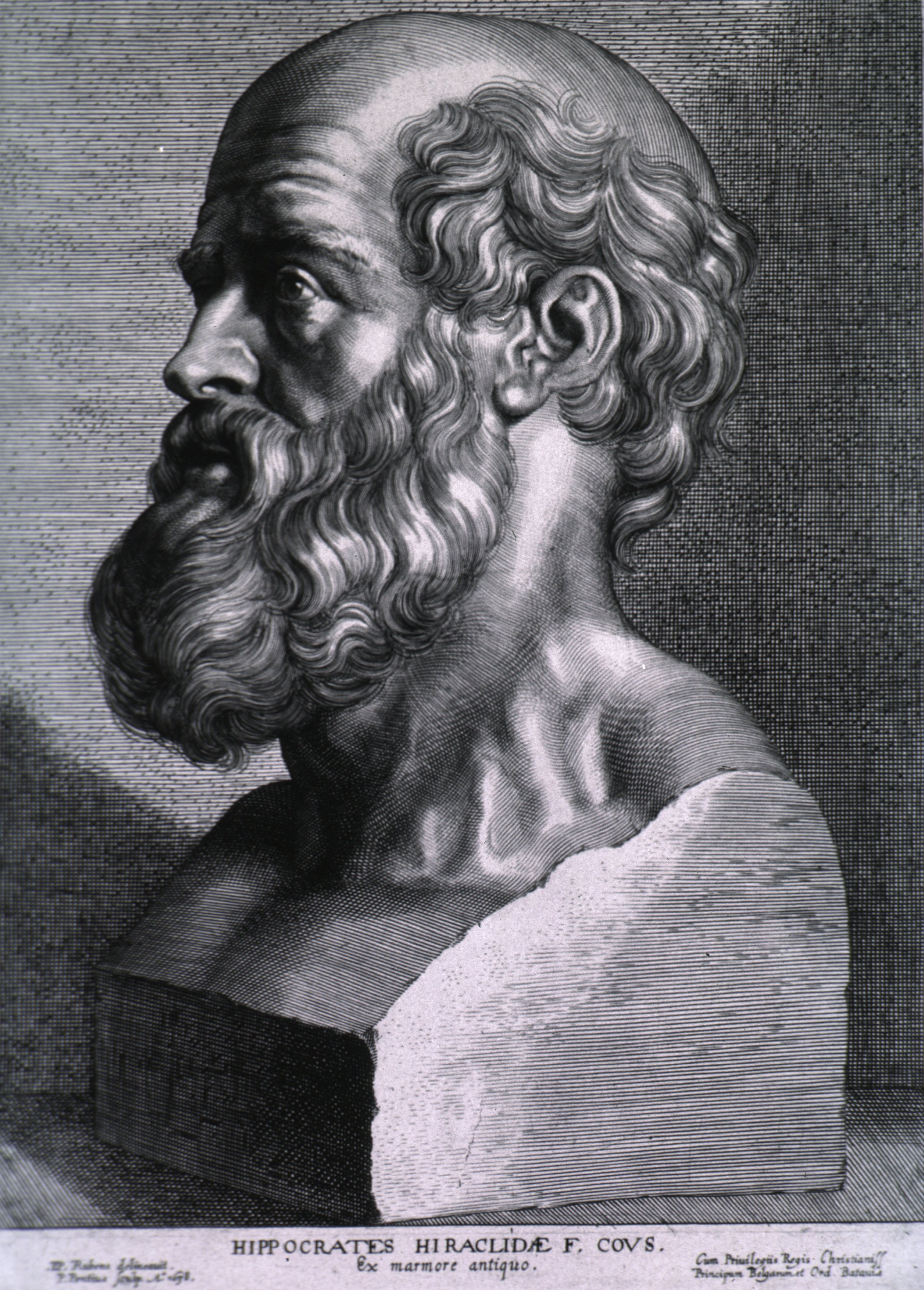
Hipocrat, gravură din secolul al XVII-lea de Peter Paul Rubens a unui bust antic.

Grecii antici aveau păreri contradictorii privind această boală. Ei considerau epilepsia ca fiind un fel de posedare spirituală, dar  asociau boala cu genialitatea și divinitatea. Unul dintre numele date acestei boli era boala sacră.  Epilepsia apare în mitologia greacă: asociată cu zeițele Lunii Selene și Artemis, care îi chinuiau pe cei ce le supărau. Grecii credeau că figuri importante ca Iuliu Cezar și Hercule sufereau de această boală. Excepția remarcabilă față de aceste atribuții divine și spirituale a fost cea a școlii lui Hipocrat. În secolul al cincilea înaintea erei noastre, Hipocrat a respins idea conform căreia boala ar fi cauzată de spirite. În tratatul său de referință Despre boala sacră, el propunea teoria conform căreia epilepsia la origine nu era o boală divină, ci o problemă medicală ce se poate trata și care își avea originea la nivelul creierului. El i-a acuzat pe cei ce atribuiau bolii o cauză sacră de răspândirea ignoranței prin credința în magie superstițioasă. Hipocrat propunea ereditatea drept cauză  importantă, descria rezultatele grave la suferinzii în vârstă și menționa caracteristicile fizice precum și rușinea socială asociate.  În loc de a o numi boala sacră, el folosea termenul de marea boală, ce stă la originea termenului modern grand mal, folosit în cazul convulsiilor generalizate. În ciuda definirii în lucrarea sa a originii fizice a bolii, viziunea sa nu a fost acceptată la acel moment. Spiritele rele au fost în continuare considerate cauza bolii până cel puțin  în secolul al XVII-lea.
În majoritatea culturilor, persoanele cu epilepsie au fost stigmatizate, evitate sau chiar închise; la Salpêtrière, locul de naștere al neurologiei moderne, Jean-Martin Charcot punea persoanele cu epilepsie în aceeași categorie cu bolnavii mintal, cei cu sifiliscronic și criminalii cu responsabilitate diminuată. În Roma antică, epilepsia era cunoscută ca Morbus Comitialis ('boala sălii de adunare') și era văzută ca un blestem adus de zei. În nordul Italiei epilepsia era cunoscută ca boala Sfântului Valentin.
La jumătatea anilor 1800 s-a introdus primul medicament eficient contra crizelor, bromura de potasiu. Primul tratament modern, fenobarbitalul, a fost creat în 1912, fenitoina fiind introdusă în 1938.

## Societate și cultură

### Stigmatizarea
Stigmatizarea bolnavilor de epilepsie este răspândită în întreaga lume. Aceasta poate avea efecte economice, sociale și culturale. În India și China epilepsia poate fi folosită ca justificare pentru refuzul căsătoriei.  În anumite regiuni, încă se mai crede că bolnavii de epilepsie sunt blestemați. În Tanzania, precum și în alte regiuni din Africa, epilepsia este asociată cu posedarea de către spirite rele, vrăjitoria sau otrăvira și este considerată de mulți contagioasă, fără dovezi. Înainte de 1970 în Marea Britanie existau legi ce interziceau căsătoria persoanelor cu epilepsie. Stigmatizarea  poate determina negarea existenței crizelor de către bolnavi.

### Economia
Crizele au repercusiune directă asupra costurilor economice, ce ating circa un miliard de dolari în Statele Unite. În Europa, costurile asociate cu epilepsia au atins circa 15,5 miliarde euro în 2004. În India costurile estimate ale epilepsiei ajung la 1,7 miliarde USD sau 0,5 % din  produsul intern brut. Epilepsia este cauza a circa 1 % din vizitele la departamentul de urgență (2 % în cazul copiilor) în Statele Unite.

### Vehiculele
Bolnavii de  epilepsie sunt expuși unui risc aproape dublu de a fi implicați în accidente rutiere și astfel în multe părți ale lumii bolnavii nu au voie să conducă sau au voie doar cu îndeplinirea anumitor condiții. În unele locuri medicii sunt obligați prin lege să raporteze autorităților competente dacă o persoană a suferit o criză, în timp ce în altele se cere doar încurajarea persoanei în cauză să raporteze singură cazul. Țările în care medicul este obligat să raporteze aceste cazuri includ: Suedia, Austria, Danemarca și Spania. Țările în care se cere ca persoana să raporteze cazurile includ Marea Britanie și Noua Zeelandă, iar medicul poate raporta în cazul în care crede că persoana nu a îndeplinit această cerință. În Canada, Statele Unite și Australia cerințele de raportare diferă de la o provincie la alta sau de la un stat la altul. Dacă crizele sunt controlate, majoritatea consideră că permisiunea de a conduce este rezonabilă. Durata dintre criză și permisiunea de a urca la volan diferă de la o țară la alta. Multe țări impun între unul și până la trei ani fără crize. În Statele Unite perioada de timp fără crize diferă de la stat la stat, fiind cuprinsă între trei luni și un an.
Celor cu epilepsie sau crize li se refuză în general autorizația de pilot. În Canada, dacă o persoană a suferit o singură criză, după cinci ani poate primi un permis temporar dacă toate celelalte teste sunt normale. Celor cu convulsii febrile și convulsii legate de medicație li se poate permite deținerea permisului. În Statele Unite, Administrația Federală a Aviației nu le permite celor cu epilepsie să dețină permis de pilot comercial. Rar se pot face excepții în cazul persoanelor care au suferit o convulsie izolată sau convulsii febrile, care nu s-au repetat la maturitate fără medicație. În Marea Britanie, pentru permisul național de pilot privat sunt necesare aceleași standarde ca și pentru permisul de conducere auto profesionist. Este necesară o perioadă de zece ani fără nici o criză și fără tratament medicamentos. Cei ce nu întrunesc aceste cerințe pot obține un permis restrictiv în cazul în care nu au suferit crize timp de cinci ani. Legislația română permite condusul persoanelor cu epilepsie la doar 5 ani după ultimul atac epileptic. În alte țări (Bulgaria, China, Rwanda), epilepticii nu au voie să conducă.

### Organizații de sprijin
Există un număr de organizații non-profit care ajută persoanele ce suferă de epilepsie și familiile  acestora. În Marea Britanie, printre acestea se numără Joint Epilepsy Council of the UK and Ireland. Ziua mondială a epilepsiei a fost instituită în 2008 în scopul de a spori conștientizarea în privința epilepsiei și este celebrată pe 28 martie. Printre alte eforturi de a spori cunoștințele se numără campania "Out of the Shadows", un efort comun al Organizației Mondiale a Sănătății, Ligii Internaționale împotriva Epilepsiei și a Biroului Internațional pentru Epilepsie.

## Cercetări
Predicția crizelor se referă la încercarea de a prognoza crizele de epilepsie pe baza EEG. Până în 2011, nu s-a dezvoltat un mecanism eficient de predicție a crizelor. Kindling, prin care expunerea repetată la evenimente ce pot declanșa crizele declanșează aceste crize mai ușor, a fost folosit pentru a se crea modele animale pentru  epilepsie.
Terapia genică se studiază pentru anumite tipuri de epilepsie. Medicația ce alterează funcția imunitară, precum imunoglobulina administrată intravenos, este prea puțin dovedită. Radiochirurgia stereotactică neinvazivă era, în 2012, comparabilă cu intervenția chirurgicală standard pentru anumite tipuri de epilepsie.

## La animale
Epilepsia apare la un număr de animale printre care la câini și pisici și este cea mai întâlnită afecțiune a creierului la câini. În mod obișnuit este tratată cu anticonvulsivante precum fenobarbitalul sau bromura pentru câini și fenobarbitalul pentru pisici. În timp ce o convulsie generalizată este relativ ușor de depistat la cai, acest lucru ar fi cu mult mai dificil în cazul convulsiilor negeneralizate, unde EEG poate fi utilă.